# 정문호 (천주교도)
정문호(鄭--, 1801년 ~ 1866년 12월 13일)는 조선의 천주교 박해 때에 순교한 한국 천주교의 103위 성인 중에 한 사람이다. 세례명은 바르톨로메오(Bartholomaeus)이다.

## 생애
정문호는 1801년에 충청도 임천에서 양반으로 태어났다. 그는 임천에서 천주교를 접하고 바로 입교 하여 독실한 신자로 살았다. 천주교 세례를 받기 전, 한때 한 고을의 현감을 지내기도 하였지만, 세례를 받고 난 후, 모든 관직에서 사임하였다. 정문호는 그의 성품은 어질었으므로 천주교인들 뿐만 아니라 비천주교인들까지도 그를 존경하고 사랑하였다. 그는 사람들에게 교리를 가르쳤다. 그러함은 그가 높히 존경 받는 또 다른 이유였다.
그는 박해를 피해 여러 지방을 떠돌다가, 1866년 병인박해 때에는 전라도 전주부의 대성동 신리골(현재 완주군 소양면 신원리)의 한 교우촌에 살았다. 12월 초에 정문호는 전라도에서의 박해 소식을 듣고, 그 소식을 확인코자 전주로 전령을 보냈다. 그 전령은 비신자였는데, 그가 돌아오기 전에, 한 무리의 포졸들이 정문호가 사는 마을을 급습했고, 1866년 12월 3일에 정문호는 한원서 베드로와 손선지 베드로 등 여섯 명의 교우와 함께 체포되었다.
그 일곱 명의 천주교인은 고을 관아에 끌려가면서도 매우 행복해 하였다. 그들은 광에 갇혔다. 정문호는 배교에 대한 강한 유혹을 받았지만, 그의 동료들 특히 조화서 베드로가 그를 격려하였다. 정문호는 회개하고 그 뒤로는 신앙을 굽히지 않았다. 그는 열심히 기도하며 용감히 고문과 고통을 견뎠다. 그는 형리에게 배교하느니 죽겠다고 말했다. 12월 13일, 그는 사형장으로 압송되어 가는 동안에도 행복한 미소를 지었다. 형리들은 그의 중얼거리는 기도 소리를 듣고 경악하였다. 그는 순교를 위해 숲정이로 가는 중에 조화서에게 이렇게 말하였다. "오늘 저희는 천국의 과거 시험을 치르고 있습니다. 참으로 행복한 날입니다." 그렇게 그는 순교를 급제에 비유하였다. 정문호는 1866년 12월 13일에 65세의 나이로 전주 숲정이에서 참수되었다.

## 시복 · 시성
정문호 바르톨로메오는 1968년 10월 6일에 성 베드로 대성당에서 교황 바오로 6세가 집전한 24위 시복식을 통해 복자 품에 올랐고, 1984년 5월 6일에 서울특별시 여의도에서 한국 천주교 창립 200주년을 기념하여 방한한 교황 요한 바오로 2세가 집전한 미사 중에 이뤄진 103위 시성식을 통해 성인 품에 올랐다.

## 참고 문헌
- 가톨릭 사전: 정문호
- Catholic Bishop's Conference Of Korea. 103 Martryr Saints: 정문호 바르톨로메오 Bartholomeus Chong Mun-ho 보관됨 2015-02-08 - 웨이백 머신